# Sollacaro
Sollacaro (korziško Suddacarò) je naselje in občina v francoskem departmaju Corse-du-Sud regije - otoka Korzika. Leta 1999 je naselje imelo 326 prebivalcev.

## Geografija
Kraj leži v jugozahodnem delu otoka Korzike 14 km severno od Sartène.

## Uprava
Občina Sollacaro skupaj s sosednjimi občinami Argiusta-Moriccio, Casalabriva, Moca-Croce, Olivese in Petreto-Bicchisano sestavlja kanton Petreto-Bicchisano s sedežem v istoimenskem kraju. Kanton je sestavni del okrožja Sartène.

## Zanimivosti
- prazgodovinsko nahajališče Filitosa;